# 앙드레 드 로에아크

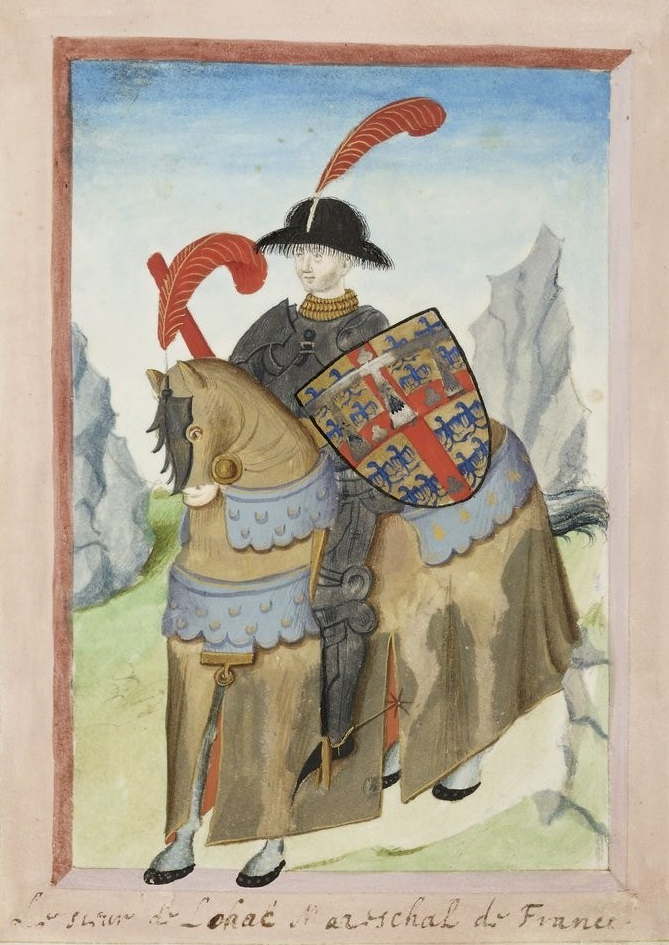

앙드레 드 로에아크(André de Lohéac, 1408년 경 – 1485년)는 프랑스 원수다. 그는 기 13세 드 라발과 안 드 라발의 아들이며, 라발 가문을 이끌었다.
1423년 그는 프랑스를 지지한 브르타뉴의 상징인 베르트랑 뒤 게클랭의 검을 휘두르며, 잉글랜드에 맞섰던 프랑스 군대에 복무했다. 그는 그 검을 유명한 콘네타블의 미망인이였던 그의 외할머니인 잔 드 라발에게서 물려받았다. 1428년 앙드레는 그가 지키고 있던 라발에서 항복을 한 후, 제 1대 슈루즈베리 백작 존 탈보트에게 포로로 붙잡혔다. 그의 몸값을 지불한 후, 그는 잔 다르크와 함께, 오를레앙 공성전, 파타이 전투, 샤를 7세의 대관식에 참여했다. 그는 1437년에 프랑스의 해군 제독 그리고 1439년에 원수가 되었다.
그는 샤를 7세의 모든 전쟁에서 충실히 복무했으며, 심지어 나중에 도팽과도 맞서 싸웠지만, 그가 군주 루이 11세가 되면서, 그는 원수 자리에서 해임되고 말았다. 공익 전쟁 이후 그는 신임을 회복하였으며, 원수 자리도 되찾았고, 왕 역시도 그에게 파리 사령관 직과 피카르디 총독 자리를 제공하였으며, 성 미카엘 기사단의 단증을 수여했다. 1472년 앙드레는 보베에서 부르고뉴 공작 용담공 샤를의 공격을 버텨내는데 성공하였다.
앙드레는 라발 가문 출신이자 질 드 레의 딸 마리 드 레(Marie de Rais)와 혼인하였다.